# Abrıx
Abrıx är en ort i Azerbajdzjan.   Den ligger i distriktet Qəbələ, i den centrala delen av landet, 190 kilometer väster om huvudstaden Baku. Abrıx ligger 898 meter över havet och antalet invånare är 620.
Terrängen runt Abrıx är varierad. Närmaste större samhälle är Qutqashen, 10,9 kilometer sydost om Abrıx. 
Omgivningarna runt Abrıx är en mosaik av jordbruksmark och naturlig växtlighet. Runt Abrıx är det ganska tätbefolkat, med 58 invånare per kvadratkilometer.